# Трговински судови Републике Србије
Трговински суд је суд који у првом степену суди у споровима:
1. између домаћих и страних привредних друштава, предузећа, задруга и предузетника и њихових асоцијација (привредни субјекти), у споровима који настану између привредних субјеката и других правних лица у обављању делатности привредних субјеката, па и кад је у наведеним споровима једна од странака физичко лице ако је са странком у односу материјалног супарничарства;
2. о ауторским и сродним правима и заштити и употреби проналазака, модела, узорака, жигова и географских ознака порекла кад настану између субјеката из тачке 1. овог става; у споровима поводом извршења и обезбеђења одлука трговинских судова, а у споровима поводом одлука избраних судова само кад су донете у споровима из тачке 1. овог става;
3. који произлазе из примене Закона о предузећима (овај закон је престао да важи, сада је на снази Закон о привредним друштвима) или примене других прописа о организацији и статусу привредних субјеката, као и у споровима о примени прописа о приватизацији;
4. о страним улагањима; о бродовима и ваздухопловима, пловидби на мору и унутрашњим водама и споровима у којима се примењују пловидбено и ваздухопловно право, изузев спорова о превозу путника; о нарушавању конкуренције, злоупотреби монополског и доминантног положаја на тржишту и закључењу монополистичких споразума; о заштити фирме; поводом уписа у судски регистар; поводом стечаја и ликвидације.

Трговински суд у првом степену води поступак за упис предузећа, других правних лица и субјеката у судски регистар; води поступак стечаја, принудног поравнања и ликвидације; одређује и спроводи извршење и обезбеђење одлука трговинских судова, а одлука избраних судова само кад су донете у споровима из тачке 1. става 1. овог члана; одлучује о признању и извршењу страних судских и арбитражних одлука донетих у споровима из тачке 1. става 1. овог члана; одређује и спроводи извршење и обезбеђење на бродовима и ваздухопловима; води ванпарничне поступке који произлазе из примене Закона о предузећима (Закона о привредним судовима).
Трговински суд у првом степену одлучује о привредним преступима и с тим у вези о престанку заштитне мере или правне последице осуде.